# فرودگاه صحرایی اشتراخ
فرودگاه صحرایی اشتراخ (به انگلیسی: Strauch Field) یک فرودگاه خصوصی است که یک باند فرود چمن دارد و طول باند آن ۴۸۷ متر است. این فرودگاه در کشور ایالات متحده آمریکا قرار دارد و در ارتفاع ۱۰۲ متری از سطح دریا واقع شده است.